# Wijken en buurten in Delft
De Nederlandse gemeente Delft is voor statistische doeleinden onderverdeeld in wijken en buurten. De gemeente is verdeeld in de volgende statistische wijken:
- Wijk 11 Binnenstad (CBS-wijkcode:050311)
- Wijk 12 Vrijenban (CBS-wijkcode:050312)
- Wijk 13 Hof van Delft (CBS-wijkcode:050313)
- Wijk 14 Voordijkshoorn (CBS-wijkcode:050314)
- Wijk 16 Delftse Hout (CBS-wijkcode:050316)
- Wijk 22 Tanthof-West (CBS-wijkcode:050322)
- Wijk 23 Tanthof-Oost (CBS-wijkcode:050323)
- Wijk 24 Voorhof (CBS-wijkcode:050324)
- Wijk 25 Buitenhof (CBS-wijkcode:050325)
- Wijk 26 Abtswoude (CBS-wijkcode:050326)
- Wijk 27 Schieweg (CBS-wijkcode:050327)
- Wijk 28 Wippolder (CBS-wijkcode:050328)
- Wijk 29 Ruiven (CBS-wijkcode:050329)

Postcodes van een wijk volgen deze nummering. Alle Delftse postcodes beginnen met 26 gevolgd door het wijknummer. Zo heeft bijvoorbeeld het Centrum postcode 2611 en het Buitenhof postcode 2625.

## Alternatief
De website van de gemeente Delft geeft een onderverdeling in 8 wijken:
- Binnenstad
- Buitenhof
- Hof van Delft
- Tanthof
- Voordijkshoorn
- Voorhof
- Vrijenban
- Wippolder

## Buurten
Een statistische wijk kan bestaan uit meerdere buurten. Onderstaande tabel geeft de buurtindeling met kentallen volgens het Centraal Bureau voor de Statistiek (2008):
| CBS-buurtcode | Buurtnaam                             | Inwonertal | Opp. totaal (ha) | Opp. land (ha) | Ligging                |
| ------------- | ------------------------------------- | ---------- | ---------------- | -------------- | ---------------------- |
| BU05031100    | Bedrijventerrein Wateringseweg        | 0          | 18               | 17             | Locatie in de gemeente |
| BU05031101    | Centrum-Noord                         | 1050       | 17               | 16             | Locatie in de gemeente |
| BU05031102    | Centrum-West                          | 2200       | 26               | 26             | Locatie in de gemeente |
| BU05031103    | Centrum-Oost                          | 2170       | 20               | 19             | Locatie in de gemeente |
| BU05031104    | Centrum                               | 2320       | 20               | 20             | Locatie in de gemeente |
| BU05031105    | Stationsbuurt                         | 250        | 6                | 6              | Locatie in de gemeente |
| BU05031106    | Centrum-Zuidwest                      | 1540       | 13               | 12             | Locatie in de gemeente |
| BU05031107    | In de Veste                           | 930        | 10               | 10             | Locatie in de gemeente |
| BU05031108    | Centrum-Zuidoost                      | 760        | 6                | 6              | Locatie in de gemeente |
| BU05031109    | Zuidpoort                             | 920        | 9                | 9              | Locatie in de gemeente |
| BU05031200    | Bedrijventerrein Haagweg              | 270        | 10               | 10             | Locatie in de gemeente |
| BU05031201    | Indische Buurt-Noord                  | 510        | 8                | 8              | Locatie in de gemeente |
| BU05031202    | Indische Buurt-Zuid                   | 2140       | 25               | 24             | Locatie in de gemeente |
| BU05031203    | Sint Joris                            | 400        | 30               | 29             | Locatie in de gemeente |
| BU05031204    | Koepoort                              | 1590       | 14               | 12             | Locatie in de gemeente |
| BU05031205    | Bomenwijk                             | 1050       | 14               | 13             | Locatie in de gemeente |
| BU05031206    | Biesland                              | 1290       | 18               | 18             | Locatie in de gemeente |
| BU05031207    | Heilige Land                          | 2020       | 18               | 18             | Locatie in de gemeente |
| BU05031208    | Bedrijventerrein Delftse Poort-West   | 90         | 15               | 15             | Locatie in de gemeente |
| BU05031300    | Bedrijventerrein Altena               | 0          | 29               | 29             | Locatie in de gemeente |
| BU05031301    | Agnetaparkbuurt                       | 1110       | 20               | 20             | Locatie in de gemeente |
| BU05031302    | Ministersbuurt-West                   | 1070       | 15               | 15             | Locatie in de gemeente |
| BU05031303    | Ministersbuurt-Oost                   | 2430       | 19               | 19             | Locatie in de gemeente |
| BU05031304    | Westeindebuurt                        | 490        | 13               | 13             | Locatie in de gemeente |
| BU05031305    | Olofsbuurt                            | 3230       | 21               | 21             | Locatie in de gemeente |
| BU05031306    | Krakeelpolder                         | 1950       | 13               | 13             | Locatie in de gemeente |
| BU05031307    | Westerkwartier                        | 2570       | 25               | 25             | Locatie in de gemeente |
| BU05031400    | Kuyperwijk-Noord                      | 1590       | 16               | 16             | Locatie in de gemeente |
| BU05031401    | Kuyperwijk-Zuid                       | 1770       | 17               | 17             | Locatie in de gemeente |
| BU05031402    | Ecodus                                | 1000       | 13               | 13             | Locatie in de gemeente |
| BU05031403    | Marlot                                | 470        | 13               | 13             | Locatie in de gemeente |
| BU05031404    | Westlandhof                           | 1080       | 17               | 17             | Locatie in de gemeente |
| BU05031405    | Hoornse Hof                           | 1560       | 37               | 37             | Locatie in de gemeente |
| BU05031406    | Den Hoorn                             | 170        | 33               | 32             | Locatie in de gemeente |
| BU05031407    | Molenbuurt                            | 1230       | 14               | 14             | Locatie in de gemeente |
| BU05031600    | De Bras                               | 10         | 69               | 64             | Locatie in de gemeente |
| BU05031601    | Bedrijventerrein Ypenburgsepoort      | 0          | 16               | 15             | Locatie in de gemeente |
| BU05031602    | De Grote Plas                         | 40         | 145              | 120            | Locatie in de gemeente |
| BU05031603    | Bedrijventerrein Delftse Poort-Oost   | 0          | 17               | 17             | Locatie in de gemeente |
| BU05031604    | Hoflaan                               | 10         | 53               | 52             | Locatie in de gemeente |
| BU05032200    | Bedrijventerrein Tanthof-West         | 70         | 14               | 13             | Locatie in de gemeente |
| BU05032201    | Afrikabuurt-West                      | 2190       | 19               | 19             | Locatie in de gemeente |
| BU05032202    | Afrikabuurt-Oost                      | 1800       | 17               | 17             | Locatie in de gemeente |
| BU05032203    | Latijns Amerikabuurt                  | 1970       | 23               | 22             | Locatie in de gemeente |
| BU05032204    | Aziëbuurt                             | 2800       | 41               | 40             | Locatie in de gemeente |
| BU05032205    | Tanthofkadebuurt                      | 0          | 27               | 24             | Locatie in de gemeente |
| BU05032300    | Bedrijventerrein Tanthof-Oost         | 0          | 20               | 20             | Locatie in de gemeente |
| BU05032301    | Boerderijbuurt                        | 1210       | 18               | 18             | Locatie in de gemeente |
| BU05032302    | Dierenbuurt                           | 910        | 10               | 10             | Locatie in de gemeente |
| BU05032303    | Vogelbuurt-West                       | 2100       | 21               | 21             | Locatie in de gemeente |
| BU05032304    | Vogelbuurt-Oost                       | 1360       | 14               | 14             | Locatie in de gemeente |
| BU05032305    | Bosrand                               | 830        | 9                | 9              | Locatie in de gemeente |
| BU05032400    | Poptahof-Noord                        | 1370       | 10               | 10             | Locatie in de gemeente |
| BU05032401    | Poptahof-Zuid                         | 910        | 11               | 11             | Locatie in de gemeente |
| BU05032402    | Bedrijventerrein Voorhof              | 310        | 12               | 12             | Locatie in de gemeente |
| BU05032403    | Mythologiebuurt                       | 1060       | 12               | 12             | Locatie in de gemeente |
| BU05032404    | Aart van der Leeuwbuurt               | 960        | 11               | 10             | Locatie in de gemeente |
| BU05032405    | Roland Holstbuurt                     | 3520       | 32               | 32             | Locatie in de gemeente |
| BU05032406    | Voorhof-Hoogbouw                      | 2540       | 11               | 11             | Locatie in de gemeente |
| BU05032407    | Multatulibuurt                        | 1720       | 22               | 22             | Locatie in de gemeente |
| BU05032408    | Bedrijventerrein Vulcanusweg          | 10         | 7                | 7              | Locatie in de gemeente |
| BU05032500    | Reinier de Graafbuurt                 | 540        | 23               | 23             | Locatie in de gemeente |
| BU05032501    | Buitenhof-Noord                       | 3780       | 32               | 31             | Locatie in de gemeente |
| BU05032502    | Juniusbuurt                           | 400        | 16               | 16             | Locatie in de gemeente |
| BU05032503    | Gillisbuurt                           | 1660       | 11               | 11             | Locatie in de gemeente |
| BU05032504    | Fledderusbuurt                        | 1000       | 17               | 16             | Locatie in de gemeente |
| BU05032505    | Het Rode Dorp                         | 1050       | 11               | 11             | Locatie in de gemeente |
| BU05032506    | Pijperring                            | 740        | 10               | 10             | Locatie in de gemeente |
| BU05032507    | Verzetstrijdersbuurt                  | 2360       | 34               | 31             | Locatie in de gemeente |
| BU05032508    | Vrijheidsbuurt                        | 1670       | 17               | 17             | Locatie in de gemeente |
| BU05032509    | Buitenhof-Zuid                        | 830        | 15               | 14             | Locatie in de gemeente |
| BU05032510    | Kerkpolder                            | 10         | 40               | 39             | Locatie in de gemeente |
| BU05032600    | Abtswoude                             | 20         | 143              | 128            | Locatie in de gemeente |
| BU05032700    | Delftzicht                            | 830        | 9                | 8              | Locatie in de gemeente |
| BU05032701    | Bedrijventerrein Zuideinde            | 360        | 4                | 4              | Locatie in de gemeente |
| BU05032702    | Bedrijventerrein Schieweg-Noord       | 90         | 44               | 40             | Locatie in de gemeente |
| BU05032703    | Bedrijventerrein Schieweg-Zuid        | 30         | 63               | 60             | Locatie in de gemeente |
| BU05032704    | Schieweg-Polder                       | 30         | 81               | 77             | Locatie in de gemeente |
| BU05032800    | Zeeheldenbuurt                        | 1500       | 16               | 14             | Locatie in de gemeente |
| BU05032801    | TU-Noord                              | 290        | 31               | 30             | Locatie in de gemeente |
| BU05032802    | Wippolder-Noord                       | 2150       | 21               | 20             | Locatie in de gemeente |
| BU05032803    | Wippolder-Zuid                        | 1540       | 13               | 13             | Locatie in de gemeente |
| BU05032804    | Bedrijventerrein Rotterdamseweg-Noord | 30         | 19               | 16             | Locatie in de gemeente |
| BU05032805    | TU-Campus                             | 1440       | 76               | 76             | Locatie in de gemeente |
| BU05032806    | Professorenbuurt                      | 1760       | 21               | 21             | Locatie in de gemeente |
| BU05032807    | Bedrijventerrein Delftech             | 0          | 52               | 48             | Locatie in de gemeente |
| BU05032808    | Pauwmolen                             | 90         | 9                | 8              | Locatie in de gemeente |
| BU05032809    | Koningsveldbuurt                      | 750        | 8                | 6              | Locatie in de gemeente |
| BU05032900    | Bedrijventerrein Rotterdamseweg-Zuid  | 190        | 14               | 11             | Locatie in de gemeente |
| BU05032901    | Bedrijventerrein Technopolis          | 10         | 140              | 134            | Locatie in de gemeente |
| BU05032902    | Ackersdijk                            | 60         | 142              | 137            | Locatie in de gemeente |